# Суворова, Дарья Сергеевна
Да́рья Серге́евна Суво́рова (род. 1 февраля 1988, Кишкунмайша, Венгрия) — автор и исполнитель собственных песен.

## Биография
Родилась 1 февраля 1988 года в Венгрии в городе Кишкунмайша в семье военнослужащих. В 1990 году с родителями переехала на Украину, в город Бахмут, Донецкой области. С пяти лет занималась балетом и танцевала в ансамбле спортивно-бального танца, а в 14 лет поступила в Артёмовскую музыкальную школу по классу вокала, где проучилась три года. Закончив девять классов ООШ, поступила в педагогическое училище на музыкальное отделение. Через два года перевелась на другое, не связанное с музыкой, отделение, и, получив диплом, уехала в Киев. Там провалила экзамен на философский факультет КНУ им. Т. Шевченко, но поступила сразу на второй курс экономического факультета. Окончив данное заведение, Даша решила полностью посвятить себя музыке и летом 2011 поступила в КИМ им. Р. М. Глиера, на эстрадно-джазовый вокал.
Популярность певице принесла композиция «Поставит Басту», которая простояла более 20 недель в самом авторитетном музыкальном хит-параде России — «Золотой граммофон», поднявшись в ноябре 2011 года до его вершины. По итогам года эта песня в России вошла в число 50 наиболее популярных рингбэктонов и получила «золотой» статус со свыше 100 тысяч продаж.
3 мая 2012 года Суворова представила зрителям свою сольную программу «Поставит Басту и другой рок-н-ролл». Публика, в которой многие относились до этого к исполнительнице как к виртуальному интернет-проекту, приняла новую программу восторженно. Певица, была номинированна на премию «Муз-ТВ» в номинации «Прорыв года» и премию «RU.TV» в номинации «Лучший старт», но ей не удалось победить.
15 ноября, того же года, Даша представила свой дебютный студийный альбом под названием «Космонавт». До официального релиза, поклонники смогли услышать альбом на сайте журнала «Billboard». Когда вышел альбом, выяснилось, что Даша на самом деле не хип-хоп принцесса, а композитор и поэт с крепкой сочинительской сноровкой и вокальными амбициями, не лишенными основания. 1 декабря на сцене Кремля певица получает свою первую статуэтку «Золотого граммофона» за песню «Нелюбовь». На следующий день выступает на «Золотом граммофоне» в Санкт-Петербурге, где помимо композиции «Нелюбовь», исполняет другую также известную песню «Поставит Басту».
В середине июля 2013 года Даша выпускает свой второй студийный альбом, который получил название «312 закрыта». Релиз альбома состоялся одновременно на Украине и в России. В него вошло 15 драматических треков, описанных как «жизнь без прикрас», так как артистка понимает больше грусть, чем веселье. Комментируя название альбома, певица призналась, что это номер её комнаты в общежитии, которая была закрыта со временем. В конце лета, в самом центре Киева по аналогии арбатского мемориала была организована стена памяти легендарному рок-музыканту Виктору Цою. Инициатором создания этой стены стала сама Даша. Позже певица решила снять видеоклип на одну известную композицию Цоя «Спокойная ночь». Режиссёром видео выступил Олег Тандалов.
1 февраля 2021 года, в свой 33-й день рождения, Даша Суворова выпустила авторскую версию песни «Небеса», написанной Константином Меладзе и вошедшей в репертуар Валерия Меладзе. Полученное от Константина официальное разрешение на исполнение этой композиции Даша называет дорогим и знаковым подарком.

## Дискография
2011 — «Тебе любовь моя»
1. Тебе любовь моя
2. 312 закрыта
3. Ромочка
4. Включай
5. Я прошу тебя
6. Автобус
7. Звезды кому-то нужны
8. В сапогах
9. В сапогах 2011
10. Поставит басту
11. Поставит басту (with guitar)

| №   | Название                 | Длительность |
| --- | ------------------------ | ------------ |
| 1.  | «Поэты не спят по ночам» | 3:53         |
| 2.  | «На лондонских стёклах»  | 4:27         |
| 3.  | «К дому твоему»          | 3:28         |
| 4.  | «Ромочка»                | 3:56         |
| 5.  | «Рок-н-ролл»             | 3:39         |
| 6.  | «Расшатаны нервы»        | 3:41         |
| 7.  | «Просто любить»          | 5:02         |
| 8.  | «Надолго»                | 4:32         |
| 9.  | «Девочка»                | 3:29         |
| 10. | «Маме»                   | 3:57         |
| 11. | «Телевизоры»             | 3:47         |
| 12. | «Под московским небом»   | 5:10         |
| 13. | «Кино»                   | 4:07         |

| №   | Название              | Длительность |
| --- | --------------------- | ------------ |
| 1.  | «Автобус»             | 2:39         |
| 2.  | «В новой квартире»    | 2:35         |
| 3.  | «La Ti Fa Re»         | 3:25         |
| 4.  | «312 закрыта»         | 4:01         |
| 5.  | «В.М.В.»              | 3:23         |
| 6.  | «Давай помолчим»      | 3:31         |
| 7.  | «Туда»                | 2:58         |
| 8.  | «Похожа на су...»     | 3:35         |
| 9.  | «Орбит»               | 2:20         |
| 10. | «Ландыши»             | 3:23         |
| 11. | «До Юпитера»          | 3:32         |
| 12. | «MTV»                 | 3:23         |
| 13. | «Поставит Басту»      | 3:14         |
| 14. | «Над землёй»          | 4:02         |
| 15. | «Совсем другая жизнь» | 3:54         |

| №   | Название          | Длительность |
| --- | ----------------- | ------------ |
| 1.  | «Аранжировки»     | 3:45         |
| 2.  | «Коматоз-любовь»  | 3:11         |
| 3.  | «Киты»            | 3:00         |
| 4.  | «Качели»          | 3:42         |
| 5.  | «Останусь»        | 3:50         |
| 6.  | «Метрономы»       | 3:19         |
| 7.  | «Сладкая вата»    | 3:22         |
| 8.  | «Пеналы»          | 4:51         |
| 9.  | «Чужие лица»      | 3:39         |
| 10. | «Чайки»           | 4:14         |
| 11. | «Последний герой» | 4:24         |

| №  | Название                 | Длительность |
| -- | ------------------------ | ------------ |
| 1. | «Разноцветные лосины»    | 4:25         |
| 2. | «Спички»                 | 3:17         |
| 3. | «Никогда»                | 3:15         |
| 4. | «Моя весна»              | 3:31         |
| 5. | «Из-за тебя»             | 3:07         |
| 6. | «Ландыши (Samsonov mix)» | 3:09         |

| №  | Название                | Длительность |
| -- | ----------------------- | ------------ |
| 1. | «Додому»                | 4:27         |
| 2. | «Аліна»                 | 3:46         |
| 3. | «Досі люблю»            | 3:23         |
| 4. | «Немає слів»            | 5:14         |
| 5. | «Вона засинає без тебе» | 2:54         |
| 6. | «У квітні»              | 2:58         |
| 7. | «Відрада»               | 3:51         |
| 8. | «Коли тебе нема»        | 3:54         |
| 9. | «Будь сильним до кінця» | 3:34         |

## Видеография
- «Поставит Басту» (2011)
- «Автобус» (2011)
- «Я пою тебе» (2011)
- «La Ti Fa Re» (2012)
- «Давай помолчим» (2012)
- «Нелюбовь» (feat. Иракли) (2012)
- «Старые фильмы» (2012)
- «Просто любить» (2013)
- «Над землёй» (2013)
- «Спокойная ночь» (2013)
- «Ландыши» (2013)
- «Коматоз-любовь» (2014)
- «Чайки» (2014)
- «Метрономы» (2014)
- «Спички» (2015)
- «Куантро» (2015)

## Награды
| Год  | Награда               | Номинированная работа | Категория    | Результат |
| ---- | --------------------- | --------------------- | ------------ | --------- |
| 2012 | Премия Муз-ТВ         | Даша Суворова         | Прорыв года  | Номинация |
| 2012 | Премия RU.TV          | Даша Суворова         | Лучший старт | Номинация |
| 2012 | Золотой Граммофон     | «Нелюбовь»            | Песня        | Победа    |
| 2013 | OE Video Music Awards | Даша Суворова         | Прорыв года  | Номинация |
| 2013 | Премия Муз-ТВ         | «Нелюбовь»            | Лучший дуэт  | Номинация |